# Cox's Bazar
Cox's Bazar este un oraș din Bangladesh. Are cea mai lungă plajă neîntreruptă din lume, cu o lungime de 125 km.